# Roman Berkowski
Roman Berkowski (ur. 27 lutego 1908 w Mogilnie, zm. 13 października 1970 w Warszawie) – inżynier mechanik, organizator produkcji lotniczej, warsztatowiec i technolog, organizator szkolenie lotniczego, harcmistrz.

## Życiorys
Roman Berkowski urodził się w Mogilnie jako syn Kazimierza i Antoniny z domu Woźniak. Szkołę podstawową ukończył w Mogilnie w 1921 r. i tam też do 1926 r. był uczniem Państwowej Koedukacyjnej Szkoły Wydziałowej. Następnie przeniósł się do Gniezna, gdzie podjął naukę w Gimnazjum Matematyczno-Przyrodniczym, w którym w 1930 r. uzyskał maturę. W czasie nauki należał do harcerstwa i kierował modelarnią lotniczą. Tuż przed maturą uzyskał stopień podharcmistrza. W latach 1930–1931 odbył służbę wojskową w Szkole Podchorążych Rezerwy Piechoty nr 5 w Krakowie-Łobzowie, otrzymując stopień plutonowego podchorążego, a w 1933 r. awansował na podporucznika piechoty. W 1931 r. rozpoczął studia na Wydziale Mechanicznym Politechniki Warszawskiej na Oddziale Lotniczym. W 1932 r. odbył praktykę w Warsztatach Antoniego Kocjana. Brał udział w powstaniu Harcerskiego Klubu Lotniczego w Warszawie, w ramach którego harcerze postanowili zbudować własny szybowiec szkolny „Wrona” wg planów A. Kocjana, z przeznaczeniem dla lotniczej wyprawy na Jamboree w 1933 r. Prace prowadzono najpierw w starej szopie przy ul. Niemcewicza, a następnie na Polu Mokotowskim przy hangarach Aeroklubu Warszawskiego. Całością prac warsztatowych kierował Roman Berkowski przy wydatnej pomocy podharcmistrza Tadeusza Derengowskiego i Bogdana Zająca. Od 10 kwietnia do 10 maja 1933 r. przebywał na praktycznym kursie organizowanym przez HKL w Szkole Szybowcowej w Polichnie, w toku którego uzyskał kat. A pilota szybowcowego. W miesiącach letnich 1933 w Szkole Szybowcowej w Bezmiechowej pod kierunkiem Piotra Mynarskiego zdobył kat. B i C. W roku 1933 zaprojektował kabinę do szybowca „Wrona”, która została wypróbowana na szybowcu w czerwcu na lotnisku mokotowskim. Wraz z 19-osobową lotniczą ekipą harcerską w 1933 r. brał udział w IV Międzynarodowym Zlocie Skautowym-Jamboree w Gödölö na Węgrzech koło Budapesztu, gdzie przed pokazami dokonał niewielkich napraw szybowców uszkodzonych podczas transportu z Polski. Tam też dokończył budowę harcerskiej „Wrony”.
Na początku marca 1934 r. z jego inicjatywy i pod jego nadzorem utworzono Harcerskie Warsztaty Szybowcowe (HWS), które ulokowały się w pomieszczeniach Państwowej Szkoły Lotniczej i Samochodowej przy ul. Hożej 88. Tam zbudowano kilka szybowców „Wrona”. W 1935 r. HWS przeniosły się na Lotnisko Mokotowskie, gdzie kontynuowano produkcje „Wron” (w sumie zbudowano 23 egz.). Powstał tam również prototyp wodnoszybowca MT-1. W następnym roku HWS otrzymały barak obok Warsztatów Szybowcowych A. Kocjana, w których poza „Wronami” powstawały prototypy Sekcji Lotniczej Koła Mechaników Studentów Politechniki Warszawskiej m.in. prototyp samolotu słabosilnikowego MIP Smyk. Roman Berkowski pozostawał kierownikiem HWS do 1938 r.
Pod koniec stycznia 1938 r. R. Berkowski podjął pracę w warsztacie prototypowym Państwowych Zakładów Lotniczych (Wytwórni Płatowców nr 1 na Okęciu Paluchu) jako technik technolog. W czasie kampanii wrześniowej jako specjalista w przemyśle lotniczym nie został zmobilizowany. W czasie okupacji założył w 1942 r. wraz z Tadeuszem Chylińskim i Bronisławem Żurakowskim spółkę produkującą mydła toaletowe.
Od grudnia 1939 r. był zaangażowany w działalność konspiracyjną. Najpierw w Służbie Zwycięstwu Polski, potem w ZWZ, a od września 1942 r. działając pod pseudonimami „Zryw” i „Gryw” był członkiem dywersyjnej organizacji KG AK „Wachlarz” w Dziale Studium Oddziału I Organizacyjnego dowodzonego przez Tadeusza Derengowskiego (Kartoteka Centralna Wachlarza nr 219). Współpracował także z wywiadem lotniczym Biura Studiów Przemysłowych Oddziału II Komendy Głównej AK, jak również z Działem Naukowo-Technicznym „Dural” Wydziału Przemysłu Lotniczego KG AK. W pierwszej połowie 1944 r. był współprojektantem przyrządów do planowanych na wrzesień 1944 pod Siedlcami ćwiczeń spadochronowych, które miał prowadzić instruktor Romuald Flasz ps. „Spad” z Harcerskiego Batalionu „Parasol”. Od początku 1943 r. posługując się pseudonimem „Dantes” dowodził I kompanią Bazy Lotniczej AK „Łużyce” Warszawa Okęcie. W czasie Powstania Warszawskiego należał do zespołu lotniczego KG AK wykonującego naprawy uzbrojenia na Mokotowie. Po kapitulacji zbiegł z konwojowanej przez Niemców kolumny cywilów opuszczających Warszawę i dotarł do domu we Włochach pod Warszawą, w którym doczekał wkroczenia wojsk radzieckich.
Pod koniec stycznia 1946 r. Berkowski został kierownikiem nowo utworzonego Wydziału Lotniczego Głównej Kwatery Harcerstwa. W sierpniu tego roku Wydział ten zorganizował I Kurs Modelarstwa Lotniczego w Osowcu k. Grodziska Mazowieckiego oraz dwa Harcerskie Obozy Szybowcowe (w Borowej Górze k. Piotrkowa Trybunalskiego i w Mrągowie). 28–29 września 1946 r. w Osowcu zorganizował Ogólnokrajową Harcerską Konferencję Lotniczą, podczas której przedstawił program lotniczy dla harcerstwa, obejmujący zagadnienia modelarstwa lotniczego, sprawności lotniczych, szkolenia, treningu szybowcowego i motorowego. W rezultacie Wydział Lotniczy GKH utworzył w październiku 1946 r. Centralną Modelarnie Lotniczą ZHP, a miesiąc później Harcerskie Warsztaty Lotnicze (HWL), mieszczące się w Domu Harcerza przy ul. Łazienkowskiej 5. Pod kierownictwem Berkowskiego rozpoczęto tam budowę motoszybowca Pegaz, przeniesioną następnie do Okręgowych Warsztatów nr 6 mieszczących się na lotnisku Aeroklubu Warszawskiego Gocław i zakończoną na wiosnę 1948 r. W sierpniu 1947 r. z ramienia ZHP został członkiem Zarządu Ligi Lotniczej. Z powodu zmian, jakie zaszły w 1949 r. w metodzie prowadzenia prac w harcerstwie, zlikwidowania działalności lotniczej oraz ograniczenia wieku harcerzy 31 września 1949 r. Berkowski odszedł z pracy w zarządzie GKH.
W lutym 1948 r. podjął pracę w Głównym Instytucie Lotnictwa, gdzie jako kierownik warsztatu nadzorował budowę doświadczalnego śmigłowca SP-GIL, a następnie szkolno-treningowego samolotu TS-8 Bies. Pracował następnie jako kierownik Zakładu Technologicznego, kierownik Pracowni Rentgenowskiej oraz jako kierownik Pracowni Podwozi Lotniczych. W końcu lat 50. na Wydziale Lotniczym PW uzyskał dyplom magistra inżyniera.
W latach 1957–1960 brał udział w reaktywowaniu harcerskiej działalności lotniczej oraz był współorganizatorem Harcerskiej Konferencji Lotniczej w kwietniu 1957 r., współpracował również z Referatem Lotniczym GKH. W 1963 r. w Instytucie Lotnictwa otrzymał stanowisko adiunkta. Publikował w czasopismach lotniczych. W 1963 r. był współautorem opracowania pt. „Skorupy przekładkowe z rdzeniem komórkowym. Zarys technologii wytwarzania i metod obliczeń”.
Zmarł w Warszawie 13 października 1970 r. Został pochowany na cmentarzu we Włochach (obecnie dzielnica Warszawy).

## Życie prywatne
Był żonaty z Reginą Piechowską. Miał troje dzieci: Danutę Sadomską (ur. 1932) inż. mech. po Wydz. Mechanicznym Technologicznym PW, wieloletnią szefową laboratorium metalurgiczno-wytrzymałościowego w Zakładach Wytwórczych Aparatury Wysokiego Napięcia „Zwar” (dawna fabryka Szpotańskiego), Jerzego (1933-82) oraz Marka (ur. 1944), prof. dr. hab. inż. w Instytucie Fizyki PAN, a zarazem harcmistrza (1970), pilota Chorągwi Mazowieckiej ZHP (do 1976), jachtowego kapitana żeglugi wielkiej, odznaczonego Złotym Krzyżem Zasługi.